# Santo Tomé y Príncipe en los Juegos Olímpicos de Río de Janeiro 2016
El Equipo Olímpico de Santo Tomé y Príncipe (identificado con el código STP) es una de las delegaciones participantes en los Juegos Olímpicos, representante de Santo Tomé y Príncipe.

## Deportes

### Atletismo
Santo Tomé y Príncipe recibió slots universales para enviar dos atletas a los Juegos Olímpicos (uno masculino y otro femenino).
- Romário Leitão (5000 metros masculinos)
- Celma Bonfim da Graça (1500 metros femeninos)

### Canotaje de velocidad - sprint
Santo Tomé y Príncipe logró clasificar un atleta en la competencia de canotaje, tras 8 años sin participar en esta competencia en los Juegos Olímpicos.
- Buly Triste (C-1 1000 metros masculinos)